# Gara Valence TGV
Gara Valence TGV, denumită oficial Valence TGV Rhône-Alpes Sud, este o gară feroviară din Franța situată pe teritoriul comunei Alixan (la 11 kilometri nord-est de centrul orașului Valence), în departamentul Drôme, în regiunea Auvergne-Rhône-Alpes. Construită în cadrul proiectului liniei de mare viteză LGV Méditerranée, gara a fost dată în folosință la 10 iunie 2001, simultan cu inaugurarea celui de-al treilea și ultim tronson al liniei de la Combs-la-Ville la Saint-Louis (Marsilia) (LGV).
Clădirea gării este comună atât pentru gara TGV, cât și pentru gara liniei Valence–Moirans, care o intersectează la un nivel superior. Construcția are o structură cu schelet metalic.
Gara este situată în cadrul parcului de activități Rovaltain, la aproximativ zece kilometri de centrul orașului Valence. Este ușor accesibilă prin centura ocolitoare a orașului Valence (RN 532: ieșirea 4), care leagă Valence de autostrada A49. În apropierea gării au fost amenajate trei parcări și două zone pentru opriri rapide („dépose-minute”), iar gara este deservită de numeroase autocare interurbane, precum și de autobuzele urbane ale aglomerației Valence (linia Intercitéa – VALENCE, Gare Routière <> Gare TGV <> ROMANS, Gare Multimodale).

## Localizare feroviară
Gara Valence TGV este situată la kilometrul feroviar (PK) 495,464 pe linia de mare viteză Combs-la-Ville la Saint-Louis (Marsilia) (LGV), între gările Lyon-Saint-Exupéry TGV și Avignon TGV, și la PK 10,493 pe linia Valence–Moirans, între gările Valence-Ville și Romans - Bourg-de-Péage. Altitudinea sa este de 168 m.

### Planul liniilor
Gara dispune de 7 linii și 5 peroane: liniile 1 și 2 se află pe linia Valence–Moirans și sunt utilizate de trenurile TER; liniile 3, 4 și 5 aparțin liniei de mare viteză Combs-la-Ville la Saint-Louis (Marsilia) (LGV) și sunt destinate trenurilor TGV. Linia 5 este utilizabilă doar în direcția Moirans și spre sud.

## Istoric
Înainte de deschiderea noii gări, aproximativ patruzeci de trenuri TGV opreau în gara Valence-Ville, permițând, de exemplu, o legătură cu Parisul în 2 ore și 36 de minute. La inaugurarea gării Valence TGV, în iunie 2001, era prevăzută o frecvență de cincizeci de TGV-uri pe zi, dintre care 8 continuau să deservească Valence-Ville.
În 2003, 60 de trenuri TGV opreau zilnic în gară, transportând 1,8 milioane de călători.
În 2008, gara era deservită de 58 de TGV-uri zilnic, pentru un total de 2,2 milioane de călători.
Din 2 aprilie 2013, gara primește și trenuri low-cost Ouigo, pe ruta Marne-la-Vallée–Chessy ↔ Marsilia.
În cadrul proiectului de modernizare și electrificare completă a „Coridorului alpin sudic” („Sillon alpin sud”), compania Réseau ferré de France și regiunea Rhône-Alpes au realizat racordarea liniei Valence–Moirans la linia de mare viteză Combs-la-Ville la Saint-Louis (Marsilia) (LGV). Acest lucru a permis introducerea trenurilor TGV între coridorul alpin și coasta mediteraneană fără schimbare la Valence TGV (de exemplu, ruta Annecy – Marsilia via Grenoble), începând din februarie 2014. De asemenea, podeaua din lemn exotic a gării a fost complet înlocuită cu gresie.
Potrivit estimărilor SNCF, gara a înregistrat un trafic anual de 2.620.451 de călători în 2018.

## Gara

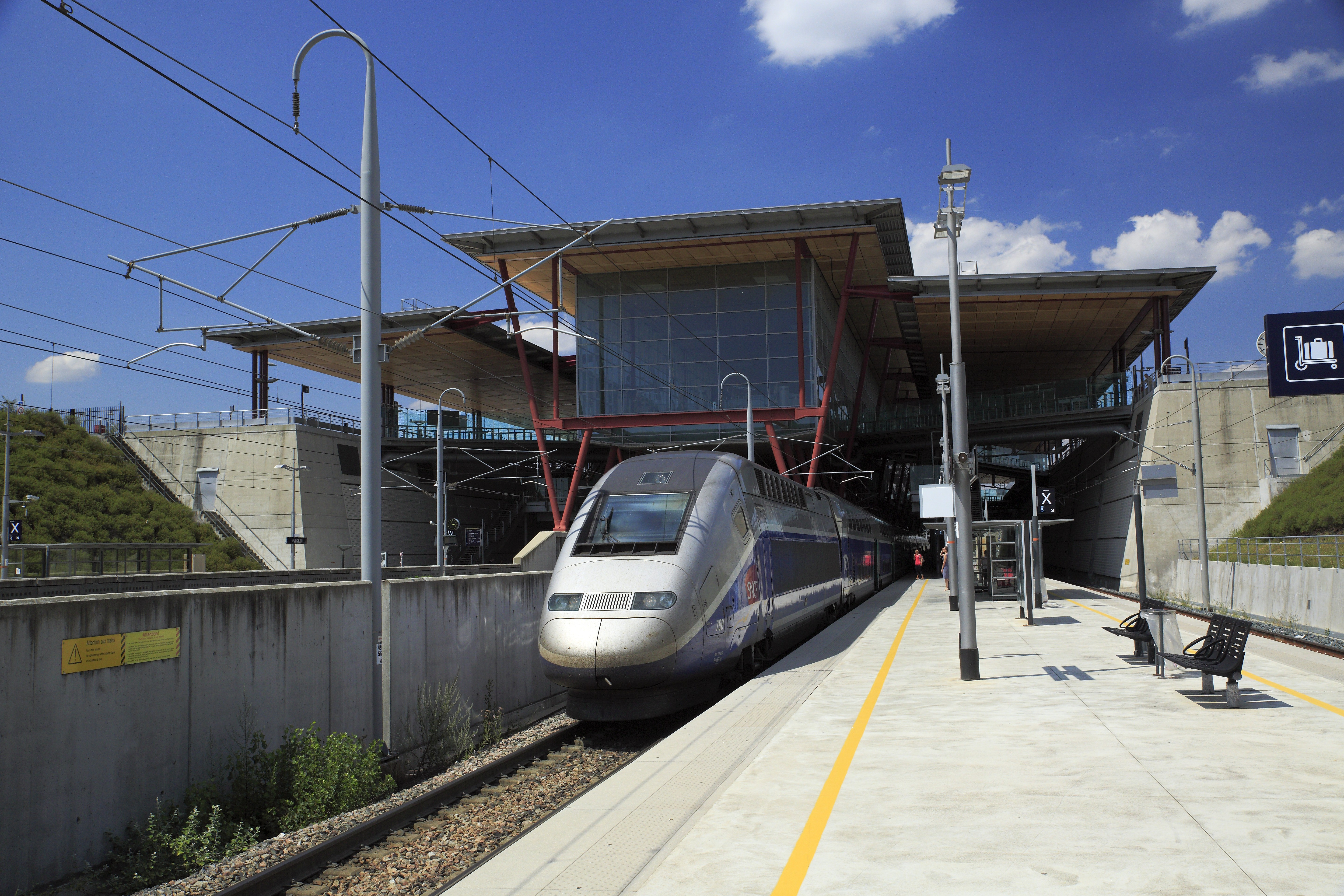
Tren în gara Valence TGV.

Holul gării este în pantă ușoară, ceea ce poate fi considerat o originalitate arhitecturală. Gara este dotată cu o conexiune Wi-Fi gratuită. Există prize electrice integrate în podea, la picioarele stâlpilor roșii din sala de așteptare. Aceasta dispune de un chioșc de ziare, o brutărie, un distribuitor automat de bilete, un spațiu de relaxare și 2-3 ghișee. Holul este foarte luminos, toate fațadele fiind din sticlă.
Sunt trei linii TGV (liniile 3, 4 și 5) și două linii TER Auvergne-Rhône-Alpes (liniile 1 și 2). Liniile TGV comunică cu holul într-un singur loc, situat la baza pantei. Această gară este una dintre noile gări TGV din Franța conectate la rețeaua feroviară clasică (împreună cu Nîmes-Pont-du-Gard (Manduel), situată pe centura Nîmes și Montpellier, Champagne-Ardenne TGV, pe LGV Est, Massy TGV, pe LGV Atlantique, Avignon TGV, pe LGV Méditerranée, Besançon Franche-Comté și Belfort - Montbéliard TGV, pe LGV Rhin-Rhône). Ca toate gările LGV, există și două linii de trecere situate între cele două linii de pe peron, permițând trenurilor fără oprire să treacă cu viteză mare.

## Deservire

### TGV și Eurostar
În 2023, se poate ajunge direct (fără schimb) din gara Valence TGV către următoarele gări:
- Aeroportul Charles-de-Gaulle 2 TGV
- Aix-en-Provence TGV
- Amsterdam-Central, serviciu sezonier de vară Eurostar, în fiecare sâmbătă din iunie până la sfârșitul lui august
- Angers-Saint-Laud
- Avignon TGV
- Barcelona-Sants
- Belfort - Montbéliard TGV
- Besançon Franche-Comté TGV
- Bruxelles-Midi
- Dijon-Ville
- Le Havre
- Lille-Europe
- Lyon-Part-Dieu
- Luxemburg
- Mâcon-Loché TGV
- Mantes-la-Jolie
- Marne-la-Vallée - Chessy
- Marsilia-Saint-Charles
- Massy TGV
- Metz-Ville
- Montpellier-Saint-Roch
- Nantes
- Nice-Ville
- Nîmes
- Paris-Gare-de-Lyon
- Perpignan
- Rennes
- Rouen-Rive-Droite
- TGV Haute-Picardie
- Toulouse-Matabiau
- Versailles-Chantiers

### Trenuri expres regionale (TER)
Zona TER este deservită de trenuri TER Auvergne-Rhône-Alpes: relații din Geneva-Cornavin și Annecy către Valence-Ville, relație Valence-Ville către Évian-les-Bains și relație din Romans - Bourg-de-Péage către Briançon.
Navete feroviare regulate între gările Valence TGV și Valence-Ville cu trenuri TER regulate pe linia Valence <> Grenoble <> Annecy/Genève, precum și pe linia Intercité între Valence-Ville <> Valence TGV <> Romans (biletele SNCF sunt valabile doar între Valence-Ville și Valence TGV).